# Максимов, Пётр Георгиевич
Пётр Гео́ргиевич Макси́мов (18 октября 1902 — 27 октября 1971) — советский военный деятель, контр-адмирал, участник советско-финской и Великой Отечественной войн.

## Биография
Пётр Георгиевич Максимов родился 18 октября 1902 года в селе Барахман-Гардт (ныне — Ардатовский район Мордовии). В 1923 году был призван на службу в Военно-морской флот СССР. В 1926 году окончил Высшее военно-морское училище имени М. В. Фрунзе, в 1931 году — Школу специальных служб ВВС Красной Армии, в 1937 году — командный факультет Военно-морской академии имени К. Е. Ворошилова. Служил в различных частях военно-морской авиации. Участвовал в советско-финской войне, будучи начальником 1-го отделения 1-го отдела штаба Балтийского флота. По завершении боевых действий возглавил 1-е отделение штаба Балтийской военно-морской базы, а в сентябре 1940 года стал начальником штаба Военно-морской базы Ханко. Здесь его застало начало Великой Отечественной войны.
После эвакуации советских частей из Ханко в Ленинград стал командиром шхерного отряда Ленинградской военно-морской базы. С августа 1942 года и вплоть до прорыва блокады Ленинграда занимал должность помощника начальника штаба этой базы. В январе 1943 года Максимов был направлен на Северный флот, где служил помощником по военной части начальника Мурманского морского порта, помощником по военной части начальника, начальником отдела боевой подготовки судов — заместителем по военной части начальника Северного морского пароходства. С февраля по декабрь 1944 года командовал охраной водного района Иоканьгской военно-морской базы. В труднейших условиях, при нехватке боевых кораблей, сумел наладить несение дозорной службы. Обеспечил конвоирование сотен советских и союзных транспортов, лично водил 5 арктических конвоев. В декабре 1944 года был назначен начальником отдела подготовки и комплектования Северного флота. Занимался комплектованием и доукомплектованием экипажей для морских судов, отбором, ускоренной подготовкой и отправкой в части специалистов.
После окончания войны продолжал службу в Военно-морском флоте СССР. Командовал учебными отрядами на Северном флоте и при Ленинградской военно-морской базе. С июля 1956 года занимал должность заместителя начальника Херсонского мореходного училища. В октябре 1959 года был уволен в запас. Умер 27 октября 1971 года, похоронен на Серафимовском кладбище Санкт-Петербурга.

## Награды
- Орден Ленина (20 июня 1949 года);
- 3 ордена Красного Знамени (3 апреля 1942 года, 3 ноября 1944 года, 5 ноября 1954 года);
- Орден Отечественной войны I степени (22 февраля 1945 года);
- Орден Красной Звезды (7 июня 1945 года);
- Медали «За оборону Ленинграда», «За оборону Советского Заполярья» и другие медали.